# Big Mama Thornton
Willie Mae Thornton (Montgomery, Alabama, 11 de desembre de 1926 - Los Angeles, Califòrnia, 25 de juliol de 1984), més coneguda com a Big Mama Thornton, va ser una cantant estatunidenca de blues i rhythm and blues. Va tocar també l'harmònica i la bateria.
El 1951 va signar un contracte discogràfic amb Peacock, on va treballar sovint acompanyada de John Otis i la seva banda, que estaven a la mateixa companyia. Quan, al 1957, va trencar amb el segell discogràfic, es va traslladar a San Francisco, on va actuar als clubs de la zona. Als anys seixanta va anar a Europa, i participà en alguns festivals de jazz. En aquells anys va fitxar amb Arhoolie, i gravaria els seus millors discs, acompanyada d'altres grans músicsː Muddy Waters, James Cotton, Otis Spann o Fred McDowell, amb cançons com “Sweet Little Angel”, “Little Red Rooster”, “Wade In The Water” o “Sometimes I Have A Heartache”.
Va ser la primera a obtenir un gran èxit amb "Hound Dog", una cançó escrita per a ella per Jerry Leiber i Mike Stoller el 1952, del qual se'n van vendre més de dos milions de còpies. El tema fou número u a Billboard charts durant set setmanes; després encara ho tornaria a ser en la versió d'Elvis Presley. Una altra cançó emblemàtica fou "Ball And Chain”, escrita per ella mateixa, que després popularitzaria Janis Joplin.
Entre les influències que se li poden apreciar hi ha les de Bessie Smith, Ma Rainey, Mahalia Jackson i Julia Lee.
Estereotip de vocalista de blues, la seva veu era apassionada i exuberant, tendent als desplaçaments de volum. El seu fort sentit de la independència la va privar probablement d'haver aconseguit més contactes que haurien impulsat més decididament la seva carrera.